# أجهزة المخابرات في كندا

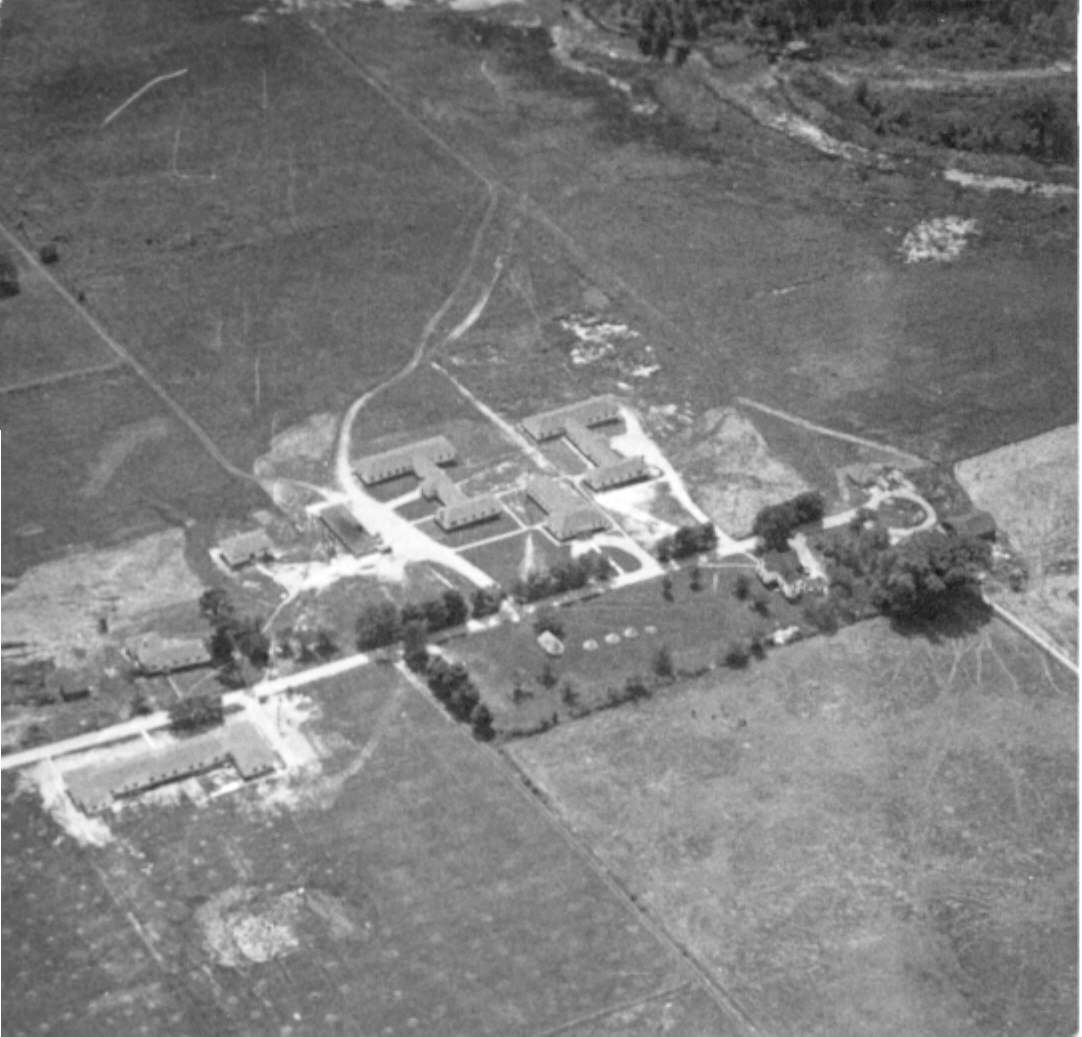

كانت العقود التي تلت تمردات كندا بمثابة البداية لأجهزة الاستخبارات الكندية. تسببت الهزيمة في الانتفاضة الفاشلة في استعادة الأنظمة الاستعمارية وإصلاح الإمبريالية. ونتيجة لذلك، تم تشكيل أجهزة استخبارات غير رسمية للقيام بأنشطة معينة. شهد عام 1864 تشكيل مجموعتين من قوات الشرطة السرية وجهاز المخابرات الرسمي في كندا. تم إنشاء هذه المنظمة لحماية الحدود بين كندا والولايات المتحدة، وكانت تحت سيطرة قائد شرطة مونتريال وحليفها السياسي. رداً على عدد من الغارات والهجمات المرتبطة بالقومية الأيرلندية، قام رئيس الوزراء جون ماكدونالد بدمج القوتين لتشكيل شرطة دومينيون. تم دمج شرطة دومينيون في وقت لاحق مع شرطة الخيالة الشمالية الغربية لتشكيل شرطة الخيالة الشمالية الغربية الملكية في عام 1904 وشرطة الخيالة الكندية الملكية 1920.
خلال الحرب العالمية الثانية، تعززت العلاقات مع المخابرات الحليفة. بدأت أجهزة الاستخبارات الكندية، التي اعتادت السير على نهج البريطانيين في جمع المعلومات، في اتباع طرق نظام الولايات المتحدة؛ فأنشأت لجانا حكومية جديدة وعمل الكنديون في مجموعة متنوعة من القدرات الاستخباراتية، داخل البلاد وخارجها. معسكر إكس، منشأة تدريب سرية في أونتاريو، هو مثال على هذه الأنشطة المشتركة. أدى المخيم إلى إنشاء مؤسسة أمن الاتصالات، والتعاون العلمي في مشروع مانهاتن وإنشاء أول محطة للحرب الجرثومية البيولوجية. كان انشقاق كاتب الشفرات السوفيتي، إيغور غوزينكوكان، عام 1945 بمثابة حافز للإصلاح الهيكلي الكبير لنظام الأمن والمخابرات وأدى إلى تشكيل واحدة من عدة لجان ملكية للتحقيق في أنشطة شبكات الاستخبارات الأجنبية في كندا. جاء التقدير إلى قسم الاستخبارات في شرطة الخيالة الكندية الملكية عندما ترقى ليصبح فرعاً ثم أعيد تأسيسه كمديرية للأمن والاستخبارات أو «آي». بعد تقرير صدر عام 1969، أصبحت مديرية الأمن والاستخبارات جهاز الأمن التابع لشرطة الخيالة الكندية الملكية وتم ترقيتها من كونها قسم على المستوى الإقليمي إلى قسم على المستوى الوطني مما منح المدير سلطة أكبر.
في عام 1984، تم حل جهاز أمن شرطة الخيالة الكندية الملكية لإفساح المجال أمام جهاز المخابرات الأمني الكندي. كان سبب هذا الإصلاح تقرير صدر عن لجنة ماكدونالد في عام 1981. لدى وزارة الدفاع الوطني والقوات الكندية وكالات رئيسية مسؤولة عن تقديم المعلومات الاستخباراتية: مؤسسة أمن الاتصالات، وهي المسؤولة عن الإشارات للاستخبارية للمخابرات العسكرية وفرع الاستخبارات وهو جهاز المخابرات الرئيسي للقوات الكندية. يقوم الفرع الدولي، كما يشار إليه أحياناً، بعمليات داخل البلاد وخارجها لتوفير معلومات صحيحة ومحدثة لمخططي وقادة عمليات الدفاع.

## التاريخ

### الأيام الأولى
حصلت المخابرات الكندية على بداياتها بعقود بعد ثورات القرن التاسع عشر العليا (الآن أونتاريو) والسفلى (الآن كيبيك) في كندا. مع هزيمة الحكم الجمهورية في الثورات الفاشلة، أعيد تشكيل الأنظمة الاستعمارية في كندا وتم إصلاح الحكم الإمبراطوري. شُجع قضاة الصلح على تشكيل أجهزة استخبارات غير رسمية لاعتراض رسائل البريد وحانات الشرطة وقمع المناقشات السياسية.
في سبتمبر 1864، قام جون آي. ماكدونالد، رئيس وزراء المقاطعات المتحدة (وأول رئيس وزراء كندا في نهاية المطاف)، بتشكيل قوتين من قوات الشرطة السرية لحماية الحدود بين كندا والولايات المتحدة، ومنع انتهاك الولايات المتحدة للحياد الكندي خلال الحرب الأهلية الأمريكية. تم تعيين وليام إيرماتينغر، مسؤول شرطة مونتريال مع بعض الخبرة المناهضة للعمال، مسؤولاً عن جهاز الشرطة السري في شرق كندا. في أونتاريو، تم اختيار جيلبرت مكميكن، الحليف السياسي، لتشكيل منظمة ستصبح فيما بعد حرس الحدود الغربي.
تعد الفترة التكوينية في التطوير المؤسسي لوكالات الاستخبارات الكندية فريدة من نوعها بمعنى أن ولادة الأجهزة الناشئة سبقت الكونفدرالية في عام 1867 قبل عدة سنوات. لقد أثار اهتمام الفينيين، وهي حركة قومية أيرلندية تعمل في أمريكا الشمالية، وكان هدفها تحرير إيرلندا من الحكم البريطاني. بين الفترة من 1865 إلى 1870، شن القوميون الأيرلنديون عدداً من الغارات للرد على الإمبراطورية البريطانية.ي ُعتقد أن «لون وولف»، الذي كان متعاطفاً مع القومية الأيرلندية، قام باغتيال السياسي الكندي توماس دارسي ماكجي. رداً على هذه الأحداث، قام رئيس الوزراء ماكدونالد، عام 1868، بدمج قوات الشرطة لتشكيل شرطة دومينيون التي كان مقرها في أوتاوا.
في عام 1873، انضمت شرطة دومينيون ومقرها اوتاوا إلى غرب كندا عن طريق إنشاء شرطة الخيالة الشمالية الغربي مما أدى إلى إنشاء شرطة الخيالة الكندية الملكية في عام 1904. وأصبحت شرطة الخيالة الكندية الملكية في وقت لاحق الشرطة الملكية الكندية في عام 1920. قُدمت تقارير مبكرة ذات طابع استخباراتي بالإضافة إلى المسؤوليات الرئيسية للقوة، وهي توفير القانون والنظام أو تهدئة الغرب وفقاً لسياسة الفرد.

### في مطلع القرن التاسع عشر
في القرن التاسع عشر نمت أجهزة المخابرات الوليدة في كندا ووسعت شبكة ضباطها. دابليو سي هوبكنسون، هو ممثل عن وزارة الداخلية البريطانية، ومكتب الهند والحكومة الكندية بين عامي 1909 و1914 من خلال وزارة الهجرة وشرطة دومينيون، أعطى اهتماماً خاصاً للسيخ والهندوس القوميون. ولأنه تلقى راتبا كبيرا من قبل الحكومات الهندية والبريطانية والكندية، اغتيل هوبكنسون في فيكتوريا بكولومبيا البريطانية في عام 1914 على يد واحد من السيخيين القوميين يدعى ميو سينغ. انهارت الشبكة، التي كانت تعتمد إلى حد كبير على أسلوب مرتزقة هوبكنسون، بعد ذلك بفترة وجيزة تحت خليفته روبرت ناثان، مالكولم جي ريد، وإف جولييف.
كانت الحرب العالمية الأولى وثورة العمال 1917-1920 الأسباب الرئيسية لإصلاح الإطار المؤسسي لجهاز الأمن والمخابرات الكندي. مسؤولية تنسيق الجهود الأمنية الكندية اللامركزية في زمن الحرب هي مسؤولية شرطة دومينيون. ومع ذلك، أجرت تحقيقات وكالات أخرى مثل شرطة الخيالة الكندية الملكية ووزارة الهجرة والسلطات المحلية والبلدية.  تم تكليف كل من هذه الوكالات إلى وزراء مختلفين، مما تسبب في تداخل كبير في المسؤوليات والتحقيقات النشطة. وهكذا، أثبت النظام أنه مزيج غير عملي وأنه كان مجرد مسألة وقت قبل أن يتم وضع نظام أكثر وضوحاً، أو سيتم إلغاؤه تماماً.
مع الخوف من عواقب زيادة الاضطرابات العمالية والصناعية في أوائل عام 1918، تم تشكيل فرع التحقيقات الجنائية في شرطة الخيالة الشمالية الغربية الملكية في ريجينا. شعرت الحكومة الفيدرالية المحمومة والرجعية بأن كندا تتجه نحو ثورة على الطريقة البلشفية بعد أن زاد عدد الاضرابات بشكل كبير. دعا رئيس الوزراء روبرت بوردندعا إلى اجتماع مع آي بي بيري، مفوض شرطة الخيالة الشمالية الغربية الملكية، في أغسطس 1919 لمناقشة نظام المخابرات غير العملي في كندا وإيجاد حل له. قدم بيري مخططاً لعدة أيام بعد ذلك. اتُخذ القرار، وفي عام 1920، تم حل شرطة الخيالة الشمالية الغربية الملكية لإفساح المجال أمام شرطة الخيالة الكندية الملكية. كان مقر قيادة شرطة الخيالة الكندية الملكية في أوتاوا، من أجل جعل الوكالة وطنية في نطاقها. ستصبح شرطة الخيالة الكندية الملكية الوكالة الوحيدة لشؤون الأمن والاستخبارات في كندا.
في مقر شرطة الخيالة الكندية الملكية في أوتاوا، دعا تيسير جهاز الأمن والمخابرات المركزي هذا إلى إنشاء عدد من الأقسام والمواقع الجديدة. تم تنفيذ هذه المهمة، في معظمها، بواسطة فرع التحقيقات الجنائية، الذي كان مسؤولاً أيضاً عن المزيد من مهام الخدمة مثل تطبيق القوانين الفيدرالية. كان منصب ضابط الاتصال والمخابرات أحد الوظائف التي تم إنشاؤها. وقد شغل هذا المنصب لأول مرة العقيد إف. هاميلتون. عمل هاملتون في وقت لاحق مع مختلف المستويات في الحكومة الكندية وتشاور مع الشرطة والمخابرات ووكالات مماثلة في الخارج، وكذلك أشرف على توليد نشرات استخبارية أسبوعية وكل أسبوعين. أنشئ السجل المركزي أيضاً لحفظ وفهرسة المواد الاستخباراتية المرسلة مباشرة إلى أوتاوا من الأقسام البعيدة.
أصبح اليسار الكندي أولوية رئيسية لأجهزة المخابرات في شرطة الخيالة الكندية الملكية خلال الفترة بين الحربين العالميتين، مع التركيز بشكل خاص على الحزب الشيوعي الكندي. مع زيادة احتمال الحرب العالمية الثانية في عام 1938، تحول بعض الانتباه إلى الحركات الفاشية في كندا. في هذه السنوات، في الانقسامات وفي هذا المجال، تباين عدد الأشخاص الضالعين في الاستخبارات بشكل كبير. لم يتجاوز هذا العدد عادة ما بين 10 إلى 20 ضابطاً في المدن الكبرى وكان معظم العمل يتم على أساس التفرغ. وبالمثل، لم يتجاوز موظفو استخبارات أوتاوا المتفرغون أكثر من حفنة من الأفراد في فترة ما بين الحربين. ومع ذلك، فإن جهود أوتاوا والانقسامات الكاذبة أنتجت مئات الآلاف من صفحات المواد في الفترة وحدها.

### الحرب العالمية الثانية
خلال الحرب العالمية الثانية، بينما قامت الحكومة بقمع المخربين المشتبه بهم في كندا، تعززت العلاقات مع وكالات الاستخبارات الحليفة. أصبحت الخدمات الكندية، التي كانت في الأصل أكثر ارتباطاً مع البريطانيين، متشابهة بشكل متزايد مع نظام الولايات المتحدة؛ تم إنشاء لجان حكومية جديدة وخدم الكنديون في مجموعة متنوعة من القدرات الاستخباراتية في الداخل والخارج.
ومن أمثلة النشاط الاستخباري المشترك إنشاء المعسكر إكس، وهو مرفق تدريب سري للحلفاء في أونتاريو شارك في الإنشاء النهائي لمؤسسة أمن الاتصالات، من خلال تنسيق الأمن البريطاني في بيل ستيفنسون ومقره الولايات المتحدة، ومن خلال التعاون العلمي في مشروع مانهاتن، وكذلك إنشاء أول محطات الحرب الجرثومية البيولوجية.
في عام 1945، انشق إيغور غوزينكو، وهو كاتب شيفرات من الاتحاد السوفيتي، وذهب إلى أوتاوا. كان هذا الحدث بمثابة محفز لإصلاح كبير في نظام الأمن والمخابرات في كندا. كما تسبب أيضاً في تشكيل أول لجنة ملكية متعددة للتحقيق في أنشطة شبكات الاستخبارات الأجنبية العاملة على الأراضي الكندية، وإخفاقات أنشطة الخدمة الكندية غير القانونية منذ إنشائها.
أنشئت لجنة أمنية في عام 1946 للإشراف على السياسة الأمنية وقسم استخبارات شرطة خيالية كندا الملكية وإسداء المشورة لها، كما تم رفع مستوى فرع التحقيقات الجنائية في شرطة الخيالة الملكية الكندية إلى فرع. تم الاعتراف بجهاز المخابرات التابع لشرطة خيالة كندا الملكية في عام 1950 عندما أصبح الضابط المسؤول عن قسم المخابرات مسؤولاً مباشرة أمام المفوض، وفي عام 1956، عندما تمت ترقية الفرع مرة أخرى وأعيد تأسيسه كمديرية الأمن والاستخبارات أو شرطة الخيالة الكندية الملكية «آي». بعد تقرير لجنة ماكنزي لعام 1969، أصبحت مديرية الأمن واستخبارات جهاز الأمن تابعة لشرطة الخيالة الكندية الملكية، وتمت ترقية الفرع من مستوى القسم الإقليمي إلى مستوى القسم الوطني مما منح المدير العام مسؤولية أكبر.